# Скомороха Віктор Єгорович
Віктор Єгорович Скомороха (нар. 7 лютого 1941) — радянський і український суддя, кандидат юридичних наук, професор. Голова Конституційного суду України (1999—2002).

## Біографія
Народився 7 лютого 1941 року в селі Матросове Солонянського району на Дніпропетровщині.
З 1959 по 1960 рік — шофер у колгоспі «Жовтнева революція», у 1960—1963 роках служив в армії.
У 1963—1967 роках навчався у Харківському юридичному інституті.
У 1967 році починає працювати суддею Краснолуцького міського народного суду на Луганщині, з 1970 року — суддя Луганського обласного суду.
1976 року обирається суддею Верховного Суду України. Має вищий кваліфікаційний клас судді. 
У 1996—1999 роках — секретар Колегії суддів у справах за конституційними поданнями і зверненнями.
У вересні 1996 року на третьому (позачерговому) з'їзді суддів України призначений суддею Конституційного Суду України, у 1999 році був обраний Головою Конституційного Суду України на період з 1999 по 2002 рік.
У 2001 році захистив дисертацію кандидата юридичних наук на тему: «Конституційний Суд України в механізмі державної влади». У 2003 було присвоєно вчене звання професор.
Припинив повноваження судді Конституційного Суду України з 19 жовтня 2005 року.
З 2006 року — член Комісії державних нагород і геральдики.

## Науковий доробок
Автор близько 50 публікацій, присвячених аналізові та застосуванню законодавства, захисту прав людини. 1999 року вийшли друком кримінально-публіцистичні нариси «Пам'ять і біль». У 2007 році вийшла друком книга "Конституційна юрисдикція в Україні: проблеми теорії, методології і практики". Брав участь у підготовці проєктів Концепції судової реформи в Україні, Закону про статус суддів, проєкту Кримінального кодексу та низки інших законопроєктів.

## Нагороди
- орден «За заслуги» І ступеня (25 жовтня 2002) — за визначні особисті заслуги перед Українською державою установленні конституційного судочинства, вагомі трудові здобутки[4];
- орден «За заслуги» ІІ ступеня (4 жовтня 2000) — за вагомий особистий внесок у реалізацію державної правової політики, заслуги у зміцненні законності і правопорядку, високий професіоналізм[5];
- медаль «Ветеран праці»;
- заслужений юрист України (грудень 1995);
- Хрест пошани «За відродження України» II ступеня.